# Goran Granić (nogometaš)
Goran Granić (Livno, 9. srpnja 1975.), hrvatski umirovljeni nogometaš

## Nogometna karijera
Rođen u Livnu, Granić je nogomet počeo igrati u tamošnjem Troglavu. Poslije igra za slovenske Rudar Velenje i Olimpiju. Nakon toga seli u 1. HNL, točnije Varaždin gdje je od prve utamice standardan u momčadi te sakuplja preko 100 nastupa u plavom dresu. Nakon što Ćiro Blažević prelazi iz Varteksa u splitski Hajduk dovodi i Granića sa sobom kako bi nadomjestio odlazak kapetana Vejića. 
U prvoj utakmici, superkupu s Rijekom, odigrao je vrlo obećavajuće da bi nakon sloma protiv Debrecena zajedno s cijelom momčadi pao u ispodprosječnost. Blažević je otišao, a Gudelju je Granić jednom napustio momčad bez da je itko znao gdje se nalazi. To je vrijeme, također, plijenio pozornost javnosti svojom velikom pobožnošću, zbog koje je jednom izjavio da ne bi nikada grubo srušio igrača pa makar to momčad koštalo gola. U Hajduku bilježi tek 16 utakmica, te nakon iznimno neuspješne sezone raskida ugovor i napušta klub, uz to da je cijeli proljetni dio trenirao odvojeno od momčadi. 
Statistika u Hajduku
| Natjecanje        | Nastupi | Zgoditci |
| ----------------- | ------- | -------- |
| Prvenstvo         | 16      | 0        |
| Kup               | 4       | 0        |
| Superkup          | 1       | 0        |
| Međunarodne       | 2       | 0        |
| Splitski podsavez | 0       | 0        |
| Ukupno            | 23      | 0        |
| Prijateljske      | 19      | 0        |
| Sveukupno         | 42      | 0        |

Uslijedila je godinu dana duga stanka u kojoj je imao ponudu Pomorca iz Kostrene, ali ipak odlučio pauzirati. Na ljeto 2007. potpisuje ugovor za albanski Dinamo iz Tirane. Karijeru je 2012. godine završio u Dugopolju.

## Trenerska karijera
Godine 2012. bio je trener trećeligaša Uskoka iz Klisa. Trenutačno radi kao voditelj omladinske škole Uskoka.

## Vanjske poveznice
- Profil na transfermarkt.de